# Isla Alao
Isla Alao är en ö i Chile.   Den ligger i regionen Región de Los Lagos, i den södra delen av landet, 1 000 km söder om huvudstaden Santiago de Chile. Arean är 9,2 kvadratkilometer.
Terrängen på Isla Alao är platt. Öns högsta punkt är 106 meter över havet. Den sträcker sig 2,9 kilometer i nord-sydlig riktning, och 5,7 kilometer i öst-västlig riktning.